# Лев I (герцог Гаетанський)
Лев I Узурпатор — герцог Гаетанський (в 1012 і 1042 роках), який двічі узурпував владу в герцогстві. Був родичем Доцибілів, можливо сином герцога Григорія.
Вперше захопив владу у квітні 1012 після смерті кузена герцога Іоанна IV, усунувши з престолу малолітнього його сина Іоанна V та його регентів Емілію і Лева II. Однак, уже в вересні того ж року Емілія та Іоанн V змістили Лева I.
У жовтні 1041 мешканці Гаети змістили герцога Гваймара та наступного року обрали герцогом Лева I. У грудні 1042 Райнульф Дренго захопив владу у Гаеті.